# A4-es autópálya (Románia)
Az A4-es autópálya (románul Autostrada A4) Romániában, a Fekete-tenger partján halad. Jelenleg csak a Konstancát elkerülő kb. 22 km-es szakasz van kész. Része a IV. számú páneurópai folyosó meghosszabbításának a bulgáriai Várna felé.
Konstancánál csatlakozik a Napfény autópályára (A2).

## Története

### Építés
Első szakaszát 2011. július 29-én adták át. 
A tervek szerint a bolgár-román határig fog megépülni.

### Működés
2021-ben a CNAIR közbeszerzést írt ki több autópálya (A1, A3, A4, A10) pihenőhelyeinek haszonbérlet keretében történő kialakítására és működtetésére, de erre nem érkezett jelentkező.